# Lineaire dichtheid
In de natuurkunde geeft de lineaire dichtheid, lineaire soortelijke massa, lineïeke massa of gewoon lineaire massa van een materiaal aan hoeveel massa van dat materiaal aanwezig is in een bepaalde lengte. Dit wordt voornamelijk gebruikt voor garens en verwante vezels, waar de diameter of breedte te verwaarlozen is ten opzichte van de lengte van het materiaal. Lineaire dichtheid duidt men aan de Griekse letter µ (mu).
De formule voor dichtheid is:
{\displaystyle \mu ={\frac {m}{L}}}. 
Dichtheid wordt in het SI uitgedrukt in kg/m.
Ook worden de  volgende niet-SI-eenheden gebruikt:
1 tex := 10−6 kg/m
1 den := 1/9 × 10−6 kg/m
Men tabelleert de lineaire dichtheid van een stof meestal bij een bepaalde temperatuur en druk omdat bij verandering daarvan de dichtheid ook verandert.
De lineaire dichtheid wordt ook gebruikt om de dikte van een lijn aan te duiden.